# Communes de la province de Trieste
- Haut – A
- B
- C
- D
- E
- F
- G
- H
- I
- J
- K
- L
- M
- N
- O
- P
- Q
- R
- S
- T
- U
- V
- W
- X
- Y
- Z

## D
- Duino-Aurisina

## M
- Monrupino
- Muggia

## S
- San Dorligo della Valle
- Sgonico

## T
- Trieste